# جامعة كاليفورنيا، كلية هاستينغز للحقوق
جامعة كاليفورنيا، كلية هاستينغز للحقوق (المعروفة بشكل مختصر باسم هاستينغز)، هي كلية قانون عامة في سان فرانسيسكو، كاليفورنيا. على الرغم من ارتباط هاستينغز بجامعة كاليفورنيا، إلا أنها لا تخضع بشكل مباشرة إلى مجلس إدارة جامعة كاليفورنيا.
تأسست في عام 1878 من قبل سيرانوس كلينتون هاستينغز، أول رئيس قضاة في كاليفورنيا، وكانت أول كلية قانون في جامعة كاليفورنيا وكانت واحدة من أولى كليات الحقوق التي تأسست في غرب الولايات المتحدة، بالإضافة إلى أنها أقدم كلية قانون في كاليفورنيا . تعد هاستينغز واحدة من كليات الحقوق القليلة البارزة المنتسبة للجامعة في الولايات المتحدة التي لا تشارك الحرم الجامعي مع طلاب الجامعة أو برامج الدراسات العليا الأخرى.

## تكاليف الدراسة
تبلغ التكلفة الإجمالية للحضور (التي تشير إلى تكلفة التعليم والرسوم ونفقات المعيشة) في جامعة كاليفورنيا هاستينغز للعام الدراسي 2018–2019 49،538 دولارًا للمقيمين في كاليفورنيا و55،538 دولارًا لغير المقيمين. قدرت منظمة الشفافية في كلية الحقوق تكلفة الحضور الممولة بالديون لمدة ثلاث سنوات بـ 296،028 دولارًا أمريكيًا. لا تقدم جامعة كاليفورنيا هاستينغز منحًا دراسية كاملة.

## مشاهير
بعض الأشخاص البارزين المنتسبين إلى جامعة كاليفورنيا هاستينغز يشملون أعضاء في مجلس الشيوخ الأمريكي عن ولاية كاليفورنيا ونائبة الرئيس المنتخب للولايات المتحدة كامالا هاريس، والقاضي السابق للمحكمة العليا في كاليفورنيا، مارفن باكستر، والقاضي المساعد بالمحكمة العليا لولاية كاليفورنيا الحالية كارول كوريجان، قاضٍ مساعد سابق في المحكمة العليا في كاليفورنيا ويلي مانويل (أول قاضٍ أمريكي من أصل أفريقي يعمل في تلك المحكمة)، قاضي المقاطعة الأمريكية بالمحكمة الجزئية الأمريكية للمنطقة الشمالية من كاليفورنيا، إدوارد دافيلا، رئيس قضاة المقاطعة الأمريكية في محكمة المقاطعة الأمريكية للمنطقة الشرقية من كاليفورنيا، لورانس ج. أونيل، حاكم ولاية نيفادا، ريتشارد بريان، مذيع فوكس نيوز جريج جاريت، عضو الكونجرس الأمريكي السابق تشيب باشايان، عضو الكونجرس الأمريكي جاكي سبير، جيف أداتشي، مؤسس شركة شاربر ايميج، ريتشارد ثالهايمر، فيلي براون، أول عمدة أمريكي من أصل أفريقي سان فرانسيسكو.

## وصلات خارجية
- الموقع الرسمي